# Eirene (Konkubine Ptolemaios’ VIII.)
Eirene (altgriechisch Εἰρήνη Eirḗnē) war eine Konkubine des ägyptischen Königs Ptolemaios VIII.
Nachdem er im Sommer 145 v. Chr. die Herrschaft übernommen hatte, ließ er laut Diodor die Kyrenaier hinrichten, die ihn auf seiner Rückkehr nach Ägypten begleitet hatten, weil sie sich freimütig über Eirene geäußert hätten.
Nicht historisch ist der Bericht des jüdischen Historikers Flavius Josephus über angebliche Mordabsichten des Ptolemaios VIII. gegen die jüdische Bevölkerung Alexandrias. Diese habe der König laut Josephus von trunkenen Elefanten zertrampeln lassen wollen, weil jüdische Generäle seine Schwester Kleopatra II. bei deren Widerstand gegen seine Rückkehr unterstützt hätten. Die Elefanten seien aber wie durch ein Wunder nicht auf ihre Opfer, sondern auf die eigenen Leute losgegangen und Eirene habe den König daraufhin zur Aufgabe seines mörderischen Vorhabens bewegen können.
Manche Historiker halten Eirene für die Mutter des Ptolemaios Apion.